# 鈴木敬一 (内務官僚)

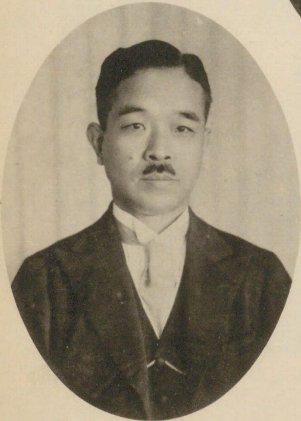
鈴木敬一

鈴木 敬一（すずき けいいち、1889年7月25日 - 1973年11月29日）は、日本の内務官僚。府県知事、初代住宅金融公庫総裁。

## 略歴
愛知県出身。新潟中学校、第一高等学校を経て、1914年、東京帝国大学法科大学政治学科を卒業。同年11月、文官高等試験行政科試験に合格。内務省に入り島根県属となる。
以後、熊本県警視、同県球磨郡長、同県理事官、長崎県理事官、長野県学務部長、大阪府警視、同特別高等警察課、山口県警察部長、福岡県警察部長、警視庁書記官・保安部長、復興局書記官・東京第二出張所長、内務書記官、大臣官房都市計画課長などを歴任。
1931年4月、富山県知事に就任。以後、熊本県知事、広島県知事を経て、1936年4月、京都府知事となる。府内の河川改修事業を推進した。1939年4月、京都府知事を辞任し退官した。その後、樺太石炭鉱業社長などを務めた。
戦後、1950年5月、初代の住宅金融公庫総裁に就任し、1962年5月まで在任。墓所は多磨霊園(19-1-11)